# Serreo
Serreo (en griego, Σέρριον τεῖχος o Σέρρειον τεῖχος, cuyo significado es fuerte Serreo) fue una antigua ciudad griega de la Propóntide, en Tracia.
Fue atacada por Filipo II de Macedonia en el año 346 a. C. junto a las plazas de Hierón Oros, Dorisco y Serrio. Entonces pertenecía al rey de Tracia Cersobleptes y los atenienses habían enviado tropas bajo el mando de Cares para defender Hierón Oros y Serreo, pero Filipo acabó tomando las poblaciones citadas.
Perteneció a la liga de Delos puesto que aparece en registros de tributos a Atenas de los años 428/7, 421/0 y 418/7 a. C.
Hacia el año 200 a. C., Serreo fue una de las ciudades tomadas por Filipo V de Macedonia en el marco de la llamada Guerra cretense.